# Norbert Frei
Norbert Frei (* 3. März 1955 in Frankfurt am Main) ist ein deutscher Historiker und Publizist. Er ist Professor em. für Neuere und Neueste Geschichte an der Friedrich-Schiller-Universität Jena.

## Leben
Von 1973 bis 1978 studierte Frei Neuere Geschichte, Politik- und Kommunikationswissenschaften an der Universität München, wo er auch eine Redakteursausbildung an der Deutschen Journalistenschule absolvierte. 1979 wurde er in München mit einer Arbeit über die „Nationalsozialistische Eroberung der Provinzpresse“ bei Kurt Sontheimer promoviert.
Anschließend war er von 1979 bis 1997 als wissenschaftlicher Mitarbeiter am Institut für Zeitgeschichte in München tätig. Nach einer John-F.-Kennedy-Fellowship an der Harvard University 1985/86 arbeitete er von 1987 bis 1997 als Redaktionsmitglied an den Vierteljahrsheften für Zeitgeschichte (VfZ) mit und war Redakteur der Schriftenreihe der Vierteljahrshefte sowie der "Studien zur Zeitgeschichte".
Nach seiner Habilitation an der Universität Bielefeld 1995 mit einer vielbeachteten Studie über die „Vergangenheitspolitik“ in der Adenauer-Ära nahm Frei 1997 einen Ruf an die Ruhr-Universität Bochum an. Zum Sommersemester 2005 wechselte er an die Friedrich-Schiller-Universität Jena, wo er bis 2021 den Lehrstuhl für Neuere und Neueste Geschichte und bis Ende 2024 eine Seniorprofessur innehatte; seit 2006 leitete er zugleich das Jena Center Geschichte des 20. Jahrhunderts. 1995/1996 war Frei Fellow am Wissenschaftskolleg zu Berlin, 2008/2009 Member am Institute for Advanced Study in Princeton, N.J. Im Akademischen Jahr 2010/2011 lehrte er als Theodor-Heuss-Professor an der New School for Social Research in New York. Im Sommersemester 2013 hatte er eine Gastprofessur an der Hebräischen Universität Jerusalem inne. Im Sommersemester 2019 war er Gastprofessor an der Stanford University.
Neben seiner Lehrtätigkeit wirkte Norbert Frei in zahlreichen wissenschaftlichen Beiräten und Kommissionen mit, so unter anderem von 1996 bis 2003 und erneut seit 2018 im Wissenschaftlichen Beirat des Fritz Bauer Instituts in Frankfurt am Main, dessen Gründungsvorsitzender er bis 2001 war. Von 1997 bis 2005 war er Mitglied des Wissenschaftlichen Beirats des Schülerwettbewerbs Deutsche Geschichte um den Preis des Bundespräsidenten, von 1999 bis 2021 Vorsitzender des Wissenschaftlichen Kuratoriums der Stiftung Gedenkstätten Buchenwald und Mittelbau-Dora. Von 2000 bis 2016 gehörte Frei dem Wissenschaftlichen Beirat des Instituts für Deutsche Geschichte an der Universität Tel Aviv an; von 2005 bis 2017 war er Vorsitzender des Wissenschaftlichen Beirats des Koebner Minerva Center for German History an der Hebrew University Jerusalem. Von 1999 bis 2002 war er Mitglied der Unabhängigen Historischen Kommission zur Erforschung der Geschichte des Hauses Bertelsmann im „Dritten Reich“, von 2020 bis 2023 arbeitete er im Auftrag des Bundespräsidialamts an einer Studie zum Umgang der Bundespräsidenten mit der NS-Vergangenheit. Von 2019 bis 2024 war er Gründungsvorsitzender des Wissenschaftlichen Beirats der Alfred Landecker Foundation. 2011 wurde Frei als Ordentliches Mitglied in die Sächsische Akademie der Wissenschaften zu Leipzig gewählt.
Längerfristige Forschungsprojekte an seinem Lehrstuhl betrafen die Praxis der Wiedergutmachung in Deutschland und Israel seit 1952 und die Geschichte des Flick-Konzerns im „Dritten Reich“ (beide 2009 abgeschlossen). 2005 berief Bundesaußenminister Joschka Fischer Frei in die Unabhängige Historikerkommission – Auswärtiges Amt, welche die Geschichte des Auswärtigen Dienstes im Nationalsozialismus und den Umgang mit dieser Vergangenheit nach 1945 eingehend untersuchte. Im Oktober 2010 publizierte die Kommission ihre Ergebnisse als Buch unter dem Titel Das Amt und die Vergangenheit, um das eine kontroverse Diskussion folgte. Weitere Forschungsprojekte galten der Geschichte der Politischen Bildung in der Bundesrepublik und der Erfahrungsgeschichte der langen Transformation in Ostdeutschland (1970–2010). Von 2012 bis 2020 leitete Frei den interdisziplinären Arbeitskreis „Menschenrechte im 20. Jahrhundert“ der Fritz Thyssen Stiftung, der auch die Website „Quellen zur Geschichte der Menschenrechte“ begründete.
Frei beteiligte sich an zahlreichen zeitgeschichtlichen Debatten und bemüht sich um die Vermittlung fachwissenschaftlicher Erkenntnisse in eine breitere Öffentlichkeit. Von 2016 bis 2024 schrieb  er alle vier Wochen eine Samstags- bzw. Freitagskolumne in der Süddeutschen Zeitung.
Im Jahr 2000 gab Frei zusammen mit anderen Historikern die Quellenedition Standort- und Kommandanturbefehle des Konzentrationslagers Auschwitz 1940–1945 heraus. Rechtsextremisten und Holocaust-Leugner wie Ursula Haverbeck und Hans Püschel entdeckten das Buch 2015 für ihre Zwecke: Sie sehen darin fälschlicherweise einen Beleg dafür, dass die Massenvernichtung der Juden im „Dritten Reich“ nicht stattgefunden habe. Frei selbst ordnete das Werk im ARD-Interview ein: „Die Befehle [...] enthalten eine Fülle von mehr oder weniger verdeckten, aber leicht zu entschlüsselnden Hinweisen darauf, dass zu einem bestimmten Zeitpunkt aus dem Lagerkomplex Auschwitz das Vernichtungslager geworden ist; dass eben in Birkenau auch die Vernichtung stattgefunden hat.“

## Hitlers Eliten nach 1945
Sein zuerst 2001 erschienenes Buch Karrieren im Zwielicht. Hitlers Eliten nach 1945 (Taschenbuch unter dem Titel Hitlers Eliten nach 1945) behandelt die mangelhafte Auseinandersetzung mit NS-Tätern in der Bundesrepublik. Ihre zum Teil glänzenden Karrieren, die sie trotz beziehungsweise wegen ihrer nationalsozialistischen Vergangenheit einschlagen konnten, stehen im Mittelpunkt der Betrachtung, der im Jahre 2002 eine sechsteilige Fernsehdokumentation des Südwestrundfunks folgte. Die Mitarbeiter des Bandes widmeten sich den beruflichen Werdegängen von Medizinern (Tobias Freimüller), Unternehmern (Tim Schanetzky), Offizieren (Jens Scholten), Juristen (Marc von Miquel) und Journalisten (Matthias Weiß). Beispielhaft seien erwähnt Reinhard Gehlen, der spätere Chef des Bundesnachrichtendienstes, Reinhard Höhn, später Leiter der Akademie für Führungskräfte der Wirtschaft in Bad Harzburg, Werner Naumann, Ernst Achenbach und Franz Six, die die Nachkriegs-FDP infiltrierten. Es treten die alten Seilschaften zu Tage, die ihr Einflussgebiet auch nach der „Stunde Null“ der Bundesrepublik Deutschland zielsicher zu wahren, wenn nicht zu erweitern wussten.

## Schriften (Auswahl)

### Monographien und Mitautorschaften
- Einreden. Zu Zeitgeschichte und Zeitgenossenschaft. Wallstein, Göttingen 2025, ISBN 978-3-8353-5821-8.
- Im Namen der Deutschen. Die Bundespräsidenten und die NS-Vergangenheit 1949-1994. Beck, München 2023, ISBN 978-3-406-80848-7.
- mit Saul Friedländer, Sybille Steinbacher, Dan Diner: Ein Verbrechen ohne Namen. Anmerkungen zum neuen Streit über den Holocaust. Beck, München 2022, ISBN 978-3-406-78449-1.
- mit Franka Maubach, Christina Morina und Maik Tändler: Zur rechten Zeit. Wider die Rückkehr des Nationalismus. Ullstein, 3. Auflage Berlin  2019, ISBN 978-3-550-20015-1.
- (Mitautor) Michael Brenner (Hrsg.): Geschichte der Juden in Deutschland von 1945 bis zur Gegenwart. Politik, Kultur und Gesellschaft. Beck, München 2012, ISBN 978-3-406-63737-7.
- mit Eckart Conze, Peter Hayes und Moshe Zimmermann: Das Amt und die Vergangenheit. Deutsche Diplomaten im Dritten Reich und in der Bundesrepublik. Blessing, München 2010, ISBN 978-3-89667-430-2; Taschenbuchausgabe: Pantheon, München 2012, ISBN 978-3-570-55166-0.
- mit Ralf Ahrens, Jörg Osterloh und Tim Schanetzky: Flick. Der Konzern, die Familie, die Macht. Blessing, München 2009, ISBN 978-3-89667-400-5; Taschenbuchausgabe Pantheon, München 2011, ISBN 978-3-570-55143-1.
- 1968. Jugendrevolte und globaler Protest. dtv, München 2008, erweiterte Neuauflage 2017, ISBN 978-3-423-43294-8.
- 1945 und wir. Das Dritte Reich im Bewußtsein der Deutschen. Beck, München 2005, ISBN 3-406-52954-2; Taschenbuch dtv, München 2009, ISBN 978-3-423-34536-1.
- mit Saul Friedländer, Trutz Rendtorff, Reinhard Wittmann: Bertelsmann im Dritten Reich. 2 Bände. Bertelsmann, München 2002, ISBN 3-570-00713-8 und ISBN 3-570-00711-1.
- (Mitautor) Karrieren im Zwielicht. Hitlers Eliten nach 1945. Campus, Frankfurt am Main 2001, ISBN 3-593-36790-4; Taschenbuchausgabe: dtv, München 2021; 13. Auflage München 2022, ISBN 3-423-34045-2.
- Vergangenheitspolitik. Die Anfänge der Bundesrepublik und die NS-Vergangenheit. Beck, München 1996, ISBN 978-3-406-41310-0. Viele weitere Ausgaben. Neuausgabe: Beck, München 2012, ISBN 978-3-406-63661-5.
- mit Johannes Schmitz: Journalismus im Dritten Reich. Becksche Reihe, München 1989, ISBN 3-406-33131-9. Viele weitere Ausgaben.
- Der Führerstaat. Nationalsozialistische Herrschaft 1933–1945. dtv, München 1987, ISBN 3-423-04517-5. Viele weitere Ausgaben.
- Amerikanische Lizenzpolitik und deutsche Pressetradition. Die Geschichte der Nachkriegszeitung Südost-Kurier (= Schriftenreihe der Vierteljahrshefte für Zeitgeschichte. Band 52). Oldenbourg, München 1986, ISBN 3-486-64552-8.
- Nationalsozialistische Eroberung der Provinzpresse. Gleichschaltung, Selbstanpassung und Resistenz in Bayern (= Studien zur Zeitgeschichte. Band 17). DVA, Stuttgart 1980, ISBN 3-421-01964-9 (zugleich: Dissertation, Universität München, 1979).

### Herausgeberschaften
- Wie bürgerlich war der Nationalsozialismus? Wallstein Verlag, Göttingen 2018, ISBN 978-3-8353-3088-7.
- Die Geschichte ist offen. In memoriam Fritz Stern. Wallstein Verlag, Göttingen 2017, ISBN 978-3-8353-3159-4.
- mit Dominik Rigoll: Der Antikommunismus in seiner Epoche. Weltanschauung und Politik in Deutschland, Europa und den USA, Wallstein Verlag, Göttingen 2017, ISBN 978-3-8353-3007-8.
- Die Deutschen und der Nationalsozialismus. München 2015 ff., ISBN 978-3-406-67517-1 und ISBN 978-3-406-67515-7 (bisher 5 von 7 Bänden erschienen).
- mit Annette Weinke: Toward a New Moral World Order? Menschenrechtspolitik und Völkerrecht seit 1945. Göttingen 2013, ISBN 978-3-8353-1305-7.
- mit José Brunner, Constantin Goschler: Die Globalisierung der Wiedergutmachung. Politik, Moral Moralpolitik. Göttingen 2013, ISBN 978-3-8353-0981-4.
- mit Wulf Kansteiner: Den Holocaust erzählen. Historiographie zwischen wissenschaftlicher Empirie und narrativer Kreativität. Wallstein Verlag, Göttingen 2013, ISBN 978-3-8353-1077-3.
- mit Dietmar Süß: Privatisierung. Idee und Praxis seit den 1970er Jahren. Wallstein Verlag, Göttingen 2012, ISBN 978-3-8353-1086-5.
- mit Martin Sabrow: Die Geburt des Zeitzeugen nach 1945. Wallstein Verlag, Göttingen 2012, ISBN 978-3-8353-1036-0.
- mit Tim Schanetzky: Unternehmen im Nationalsozialismus. Zur Historisierung einer Forschungskonjunktur. Wallstein Verlag, Göttingen 2010, ISBN 978-3-8353-0755-1.
- mit José Brunner, Constantin Goschler: Die Praxis der Wiedergutmachung. Geschichte, Erfahrung und Wirkung in Deutschland und Israel. Wallstein Verlag, Göttingen 2009, ISBN 978-3-8353-0168-9.
- Martin Broszat, der „Staat Hitlers“ und die Historisierung des Nationalsozialismus. Göttingen 2007, ISBN 978-3-8353-0184-9.
- Was heißt und zu welchem Ende studiert man Geschichte des 20. Jahrhunderts? Wallstein Verlag, Göttingen 2006, ISBN 3-8353-0136-5.
- Transnationale Vergangenheitspolitik. Der Umgang mit deutschen Kriegsverbrechern in Europa nach dem Zweiten Weltkrieg. Göttingen 2006, ISBN 3-89244-940-6.
- mit Frank Bösch: Medialisierung und Demokratie im 20. Jahrhundert. Göttingen 2006, ISBN 3-8353-0072-5.
- mit Volkhard Knigge: Verbrechen erinnern. Die Auseinandersetzung mit Holocaust und Völkermord. München 2002, ISBN 3-406-48204-X.
- mit Sybille Steinbacher: Beschweigen und Bekennen. Die deutsche Nachkriegsgesellschaft und der Holocaust. Göttingen 2001, ISBN 3-89244-493-5.
- Karrieren im Zwielicht. Hitlers Eliten nach 1945. Campus Verlag, Frankfurt am Main 2001, ISBN 3-593-36790-4.
- mit Dirk van Laak, Michael Stolleis: Geschichte vor Gericht. Historiker, Richter und die Suche nach Gerechtigkeit. München 2000, ISBN 3-406-42155-5.
- mit Sybille Steinbacher, Bernd C. Wagner: Ausbeutung, Vernichtung, Öffentlichkeit. Neue Studien zur nationalsozialistischen Lagerpolitik. München 2000, ISBN 3-598-24033-3.
- (Mithrsg.) Standort- und Kommandanturbefehle des Konzentrationslagers Auschwitz 1940–1945. München 2000, ISBN 3-598-24030-9.
- Medizin und Gesundheitspolitik in der NS-Zeit (= Schriften der Vierteljahrshefte für Zeitgeschichte, Sondernummer). R. Oldenbourg Verlag, München 1991, ISBN 3-486-64534-X.
- mit Hermann Kling: Der nationalsozialistische Krieg. Frankfurt am Main 1990, ISBN 3-593-34360-6.
- mit Martin Broszat: Das Dritte Reich im Überblick. Chronik. Ereignisse. Zusammenhänge. München 1983, ISBN 3-492-11091-6; überarbeitete Neuauflage 2007, ISBN 978-3-423-34402-9.
- mit Franziska Friedlaender: Ernst Friedlaender. Klärung für Deutschland. Leitartikel in der ZEIT 1946–1950. München 1982, ISBN 3-7892-9891-6

## Filmbeiträge
- Christoph Weber: Akte D (1/3) – Das Versagen der Nachkriegsjustiz. Dokumentation, 2014, 45 Min. Mitwirkung von Norbert Frei (Senderkommentar bei Phoenix.de vom Nov. 2016)
- Norbert Frei im Gespräch mit Michel Friedman: Auf ein Wort... Auschwitz, Deutsche Welle vom 27. Februar 2020

## Auszeichnungen
- 2011: Ordentliches Mitglied der Sächsischen Akademie der Wissenschaften
- 2024: Verdienstorden des Freistaats Thüringen